# El Marne
 El Marne es un tango instrumental compuesto por Eduardo Arolas en enero de 1919, grabado por primera vez en 1920 por la Orquesta Típica Select en Estados Unidos. El título alude a una batalla de la Primera Guerra Mundial que tuvo lugar entre el 5 y el 12 de septiembre de 1914 entre el ejército alemán y los aliados. 

## El autor
Eduardo Arolas (Barracas (Buenos Aires), 24 de febrero de 1892 - París, Francia 29 de septiembre de 1924 ) cuyo nombre de nacimiento era Lorenzo Arola, fue un bandoneonista, director y compositor de tango conocido con el apodo de El tigre del bandoneón. Comenzó en la música tocando la guitarra, pero su paso al bandoneón fue la piedra fundamental de su nacimiento como leyenda del tango. A pesar de morir con sólo 32 años, Arolas es considerado uno de los grandes autores del tango, con creaciones de una modernidad insospechable para la época. Sus inicios en la composición fueron de oído, Francisco Canaro le transcribía sus tarareos a un pentagrama.

## Origen
La Primera batalla del Marne (también conocida como el Milagro del Marne) fue una batalla de la Primera Guerra Mundial que tuvo lugar entre el 5 y el 12 de septiembre de 1914 entre el ejército alemán y los aliados, con la victoria de estos y señaló el fin de la ofensiva del primero y el comienzo de cuatro años de la guerra de trincheras del frente occidental.
La segunda batalla del Marne o Batalla de Reims (15 de julio - 6 de agosto de 1918) fue la última gran ofensiva alemana en el frente occidental durante la Primera Guerra Mundial. El ataque fracasó cuando un contraataque aliado les causó graves bajas y marcó el comienzo del avance aliado implacable que culminó en el armisticio con Alemania unos 100 días más tarde. 
Eduardo Arolas, hijo de padres franceses, que según dice García Jiménez "inventaba melodías para extroverter sus estados de alma, como otros desahogan sus inquietudes con una frase, una queja o un suspiro", escribió El Marne en el barrio de Montmartre de París en enero de 1919 inspirado en la victoria francesa en la segunda de estas batallas; es un tango de singular importancia, verdadero concierto de peculiar y avanzada estructura, adelantadísima para la época.
La Primera Guerra Mundial o Gran Guerra como se la llamó en su época dio lugar a la creación de varios tangos vinculados a ella, entre los que pueden citarse:
- Belgique, cambiado más adelante a Bélgica, música de Enrique Delfino, de poco después de la invasión de Alemania a ese país y estrenado en diciembre de 1916. Más adelante Manuel Romero le incorporó la letra que cantó Hugo del Carril en la película La vida es un tango (1939).
- Conflicto una pieza que el autor Genaro Espósito califica de “Tango Regalón” cuya partitura estaba ilustrada con las figuras de dos soldados en lucha.
- Los Dardanelos, por la batalla en el estrecho del mismo nombre en 1915.
- Garufa europea, de Fernando Ribeiro (hijo), subtitulado “tango del último atún” (sic) con la partitura ilustrada con una escena de guerra y el esqueleto simbolizando la muerte.
- El marsellés.
- Monte Protegido de Francisco Pracánico, en recuerdo del buque mercante argentino del mismo nombre hundido por un submarino alemán ocurrido en 1917 pese a que Argentina ya se había declarado neutral en el conflicto.
- No me hable de la guerra…, del compositor chileno Osmán Pérez Freire.
- No me pise la colita (le dijo Wilson a Guillermo) el germano que es malvado y ambicioso / Wilson se une a los aliados | para voltear al coloso, un tango de  Lío Glady que, como puede verse, tiene título y comentario. Fue hecho con motivo del ingreso de Estados Unidos en la guerra.
- La revanche, de Eduardo Costa, en cuya partitura aparece un soldado francés celebrando la victoria.
- Triunfo inglés, de Orfeo del Giúdice
- Silencio, tango-canción de Carlos Gardel, Alfredo Le Pera y Horacio Pettorossi (1932).
- Se le acabaron los cortes es un tango que compuso Mariano Caruder, quien cedió los derechos de autor a la Cruz Roja de Gran Bretaña.
- Ultimatum de Federico Fernández, en cuya partitura se veía la figura amenazante del Kaiser.

## Grabaciones
La primera grabación es de 1920 en Estados Unidos por la Orquesta Típica Select que integraban Osvaldo Fresedo en bandoneón, Enrique Delfino en piano, Tito Roccatagliata y Alberto Infantes Arancibia en violín, Hermann Meyer en violonchelo.
Después lo grabaron Los Astros del Tango, Juan D’Arienzo, Leopoldo Federico, Osvaldo Fresedo, Osmar Maderna, Pedro Maffia, Ciriaco Ortiz, Astor Piazzolla con el Octeto Buenos Aires en 1959, Horacio Salgán, Atilio Stampone, Aníbal Troilo, Francisco Canaro con el cuarteto Pirincho lo interpretó en la película He nacido en Buenos Aires (1959) y lo grabó el mismo año.